# Nicola Gaffurini
Nicola Gaffurini (Desenzano del Garda, 15 december 1989) is een Italiaans wielrenner die anno 2018 rijdt voor Sangemini-MG.Kvis-Vega.

## Overwinningen
2014
Trofeo Internazionale Bastianelli
2017
Belgrade-Banja Luka II
Bergklassement Ronde van Albanië
Coppa della Pace
2018
4e etappe Ronde van Albanië
Bergklassement Ronde van Albanië

## Ploegen
- 2014 –  Vega-Hotsand
- 2015 –  MG.Kvis-Vega
- 2016 –  Norda-MG.Kvis
- 2017 –  Sangemini-MG.Kvis
- 2018 –  Sangemini-MG.Kvis-Vega

Ciabocco · Colnaghi · Di Sante · Draperi · Gaffurini · Gazzara · Goffi · Marinozzi · Pucioni · Salvietti · Scartezzini · Tomassini · Totò · Viviani